# Jim Siedow
James Nash Siedow (12 de junio de 1920 – 20 de noviembre de 2003), conocido profesionalmente como Jim Siedow, fue un actor estadounidense, reconocido por su papel del cocinero Drayton Sawyer en la película The Texas Chain Saw Massacre de 1974 y su secuela The Texas Chainsaw Massacre 2 de 1986. Siedow falleció en el año 2003 en Houston por complicaciones con un enfisema, a los 83 años.

## Filmografía

### Cine y televisión
| Año  | Película                                   | Rol            | Notas          |
| ---- | ------------------------------------------ | -------------- | -------------- |
| 1962 | Who's Afraid of Virginia Woolf?            |                | Director       |
| 1971 | The Windsplitter                           | Father         |                |
| 1974 | The Texas Chain Saw Massacre               | Drayton Sawyer |                |
| 1977 | Red Alert                                  | Howard Ives    |                |
| 1980 | Hotwire                                    |                |                |
| 1986 | The Texas Chainsaw Massacre 2              | Drayton Sawyer |                |
| 1987 | Amazing Stories                            | Totzke         | 1 episodio     |
| 1988 | Texas Chainsaw Massacre: A Family Portrait | Él mismo       | Documental     |
| 2000 | The American Nightmare                     | Él mismo       | Documental     |
| 2006 | Flesh Wounds: Seven Stories of the Saw     | Él mismo       | Documental     |
| 2007 | The Fearmakers Collection                  | Él mismo       |                |
| 2009 | Cinemassacre's Monster Madness             | Drayton Sawyer | Documental     |
| 2012 | Moxina                                     | Él mismo       | Película corta |